# Gusterath
Gusterath település Németországban, Rajna-vidék-Pfalz tartományban. Lakosainak száma 1974 fő (2023. december 31.).

## Népesség
A település népességének változása:
| Lakosok száma | 1313 | 1964 | 1976 | 2014 | 2029 | 1974 |
|               | 1975 | 2017 | 2019 | 2021 | 2022 | 2023 |